# Gorkha (dystrykt)

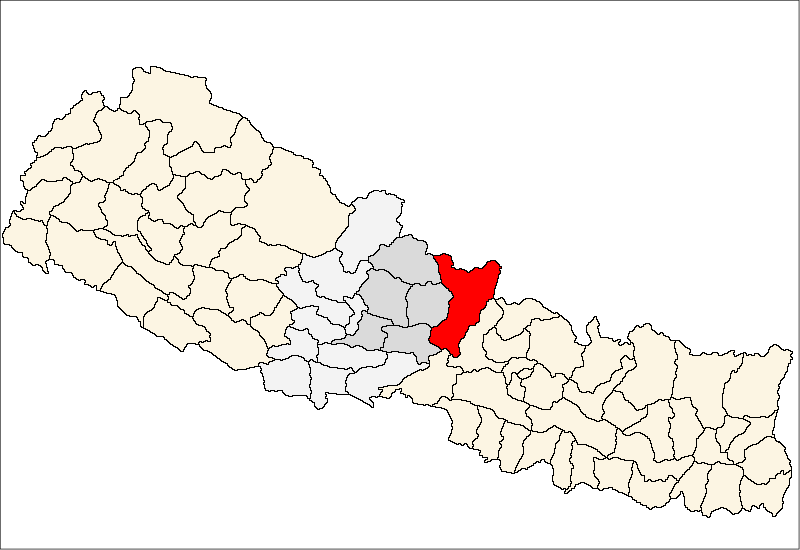
Dystrykt Gorkha

Dystrykt Gorkha (nep. गोर्खा) – jeden z siedemdziesięciu pięciu dystryktów Nepalu. Leży w strefie Gandaki. Dystrykt ten zajmuje powierzchnię 3610 km², w 2001 r. zamieszkiwało go 288 134 ludzi. Stolicą jest Gorkha.